# Condado de Cook (Geórgia)
O Condado de Cook é um dos 159 condados do Estado americano de Geórgia. A sede do condado é Adel, e sua maior cidade é Adel. O condado possui uma área de 604 km², uma população de 15 771 habitantes, e uma densidade populacional de 27 hab/km² (segundo o censo nacional de 2000). O condado foi fundado em 30 de julho de 1918.